# Vulcano subglaciale

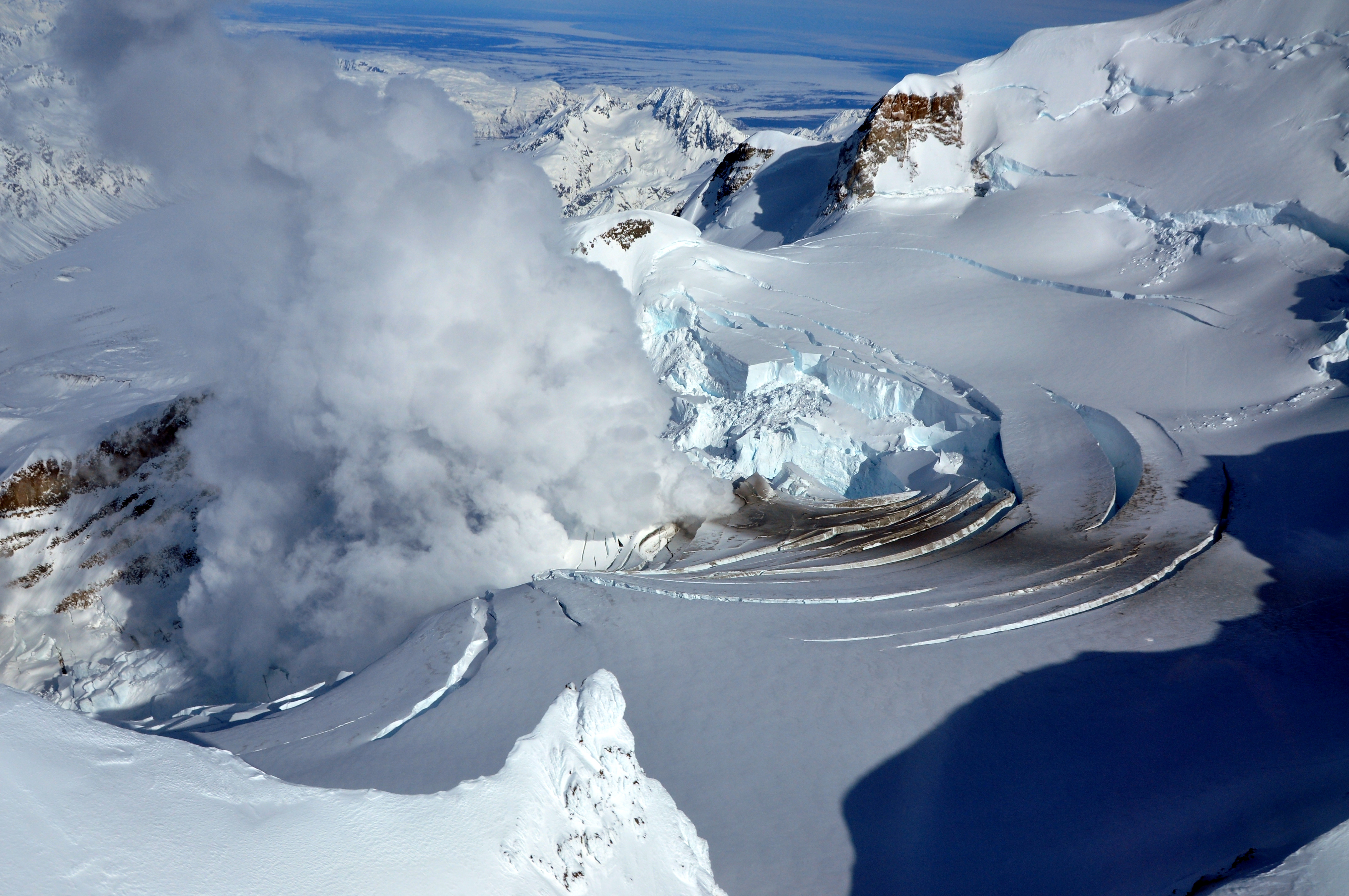
Eruzione subglaciale, Monte Redoubt, 2009

Un vulcano subglaciale, anche noto come glaciovulcano, è una forma vulcanica prodotta dalle eruzioni subglaciali o dalle eruzioni sotto la superficie di un ghiacciaio o di un inlandsis che viene dunque fuso in un lago dalla lava in aumento. Oggi sono i più comuni in Islanda e Antartide; le formazioni più vecchie di questo tipo si trovano anche nella Columbia Britannica e nel territorio dello Yukon (Canada).

## Descrizione
Durante l'eruzione, il calore della lava prodotta dal vulcano subglaciale fonde il ghiaccio sovrastante. L'acqua rapidamente raffredda la lava, con conseguente formazione di lava a cuscino (pillow lava) simile a quelle dei vulcani sottomarini. Quando le lave a cuscino esplodono e rotolano giù dalle pendici del vulcano, si formano la breccia di cuscino, la breccia di tufo e ialoclastite. L'acqua di disgelo può essere rilasciata da sotto il ghiaccio come successe in Islanda nel 1996 con l'eruzione della caldera del Grímsvötn, che provocò la fusione di 3 km³ cubi di ghiaccio e diede luogo a una grande e dirompente inondazione glaciale.

## Morfologia

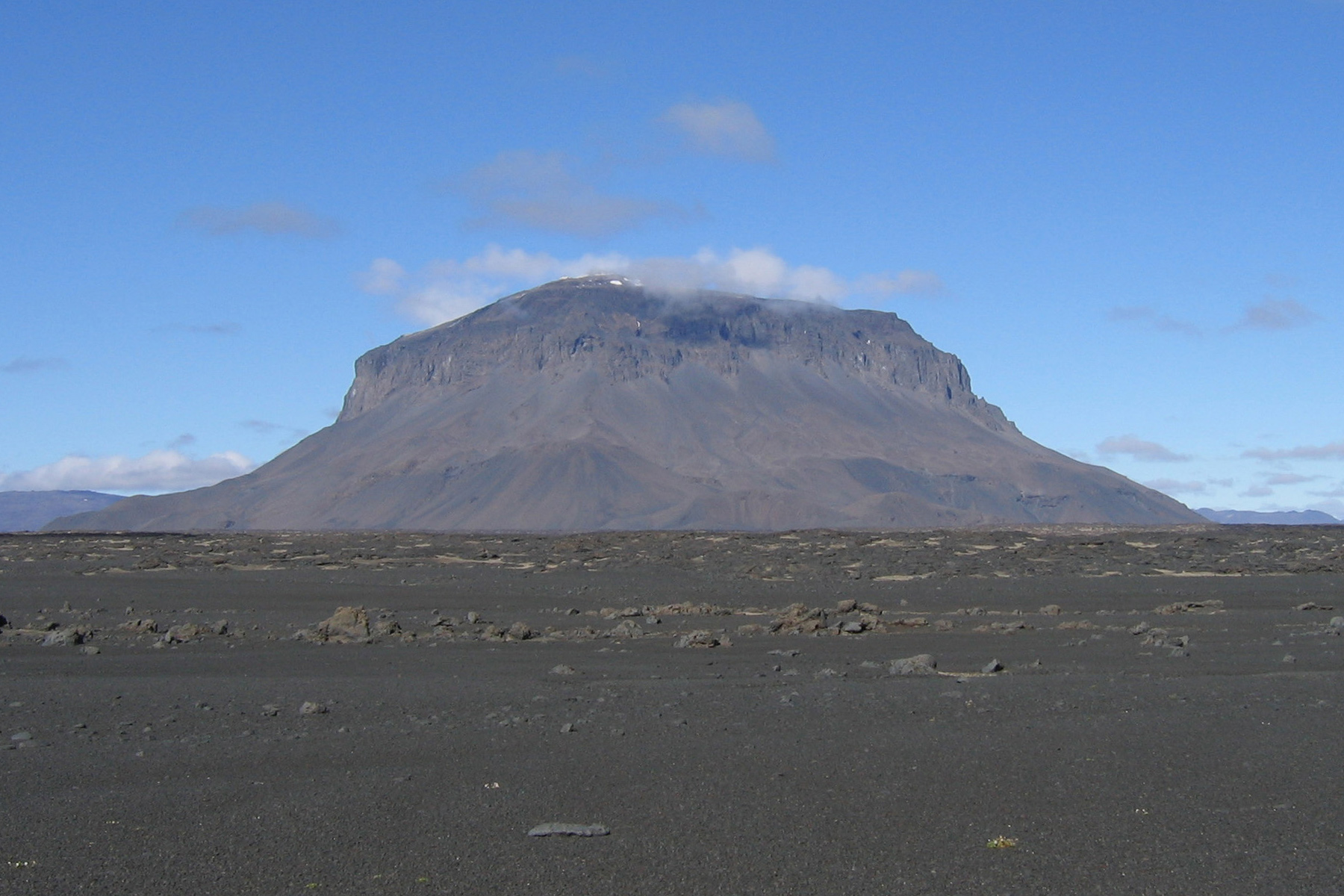
Herðubreið, Islanda, un tuya

La forma dei vulcani subglaciali tende ad essere abbastanza caratteristica ed insolita, con una cima appiattita e pareti ripide per resistere al collasso dovuto alla pressione del ghiaccio circostante e all'acqua di disgelo. Se il vulcano alla fine fonde completamente attraverso lo strato di ghiaccio, allora vengono depositati flussi di lava orizzontali, e la cima del vulcano assume una forma quasi livellata. Tuttavia, se vengono successivamente eruttate quantità significative di lava subaerea, allora il vulcano può assumere una forma più convenzionale. 
In Canada i vulcani sono noti per la forma sia conica che "quasi-livellata" . I vulcani subglaciali più specificamente con cima piatta e con versanti ripidi sono chiamati tuya, dal Tuya Butte nel Columbia Britannica settentrionale, dal geologo canadese Bill Mathews nel 1947. In Islanda, tali vulcani sono anche noti come Table Mountain.

## Vulcani subglaciali islandesi
L'Islanda possiede molti vulcani subglaciali tra cui Eyjafjallajökull, Katla, Hekla e Askja.

## Jökulhlaup
Le eruzioni subglaciali spesso causano jökulhlaup o grandi inondazioni di acqua. Nel novembre del 1996 il vulcano Grímsvötn sotto il ghiacciaio del Vatnajökull eruttò causando un jökulhlaup che si estese per più di 270 mi² (750 km²) distruggendo o dannenggiando in modo serio molti ponti. Durante le glaciazioni, tali inondazioni provenienti dal Lago Missoula vennero stimate secondo deflussi superiori a 17 × 106 m³/s  e coprendo a oriente un terzo del territorio dello stato di Washington. Sonia Esperanca, direttore del programma della National Science Foundation ha commentato il pericolo di vulcani subglaciali:

## Eruzione antartica
Nel gennaio del 2008, gli scienziati della British Antarctic Survey (Bas) con a capo Hugh Corr e David Vaughan, riferirono (sulla rivista Nature Geoscience) che 2 200 anni fa, sotto la calotta dell'Antartide (secondo i rilevamenti aerei con immagini radar), ci fu l'eruzione di un vulcano, la più grande eruzione negli ultimi 10 000 anni, le cui ceneri vennero depostitate sulla superficie del ghiaccio sotto le motange di Hudson, in prossimità del ghiacciaio Pine Island.

## Vulcani subglaciali su Marte
Molti scienziati ritengono che a diversi chilometri sotto la superficie di Marte esiste l'acqua liquida, ma oggi come oggi è impossibile perforare a queste profondità con i rover attualmente in dotazione. Meredith Payne e Jack Farmer dell'Arizona State University hanno studiato le foto scattate dalle sonde Viking e Mars Orbiter per vedere se vi siano alcuni luoghi con vulcani subglaciali che potrebbero portare alla scoperta di microbi.

## Carote di ghiaccio
È possibile monitorare le eruzioni subglaciali catastrofiche nel corso del tempo facendo l'analisi di carote di ghiaccio come quella di Vostok. Le eruzioni vulcaniche subglaciali vengono identificate tramite gli strati con alte concentrazioni di NO−3 e 
SO2−4